# Stazione di Terespol
La stazione di Terespol è una stazione ferroviaria situata a Terespol nel voivodato di Lublino, vicino al confine con la Bielorussia (è l'ultima stazione sul lato polacco del confine). Secondo la classificazione PKP, ha la categoria di una stazione locale. Si trova sulla linea ferroviaria internazionale E 20 Berlino-Mosca. Inaugurata nel 1871, la stazione dispone di 3 binari, binari merci e semafori leggeri e sagomati.
Nel 2018, la stazione ha gestito circa 1.200 passeggeri al giorno.
Le seguenti linee ferroviarie passano per la stazione: 
- 2 Varsavia ovest – Terespol
- 60 Kobylany – Brėst centrale
- 446 Terespol – Brėst centrale

## Galleria d'immagini

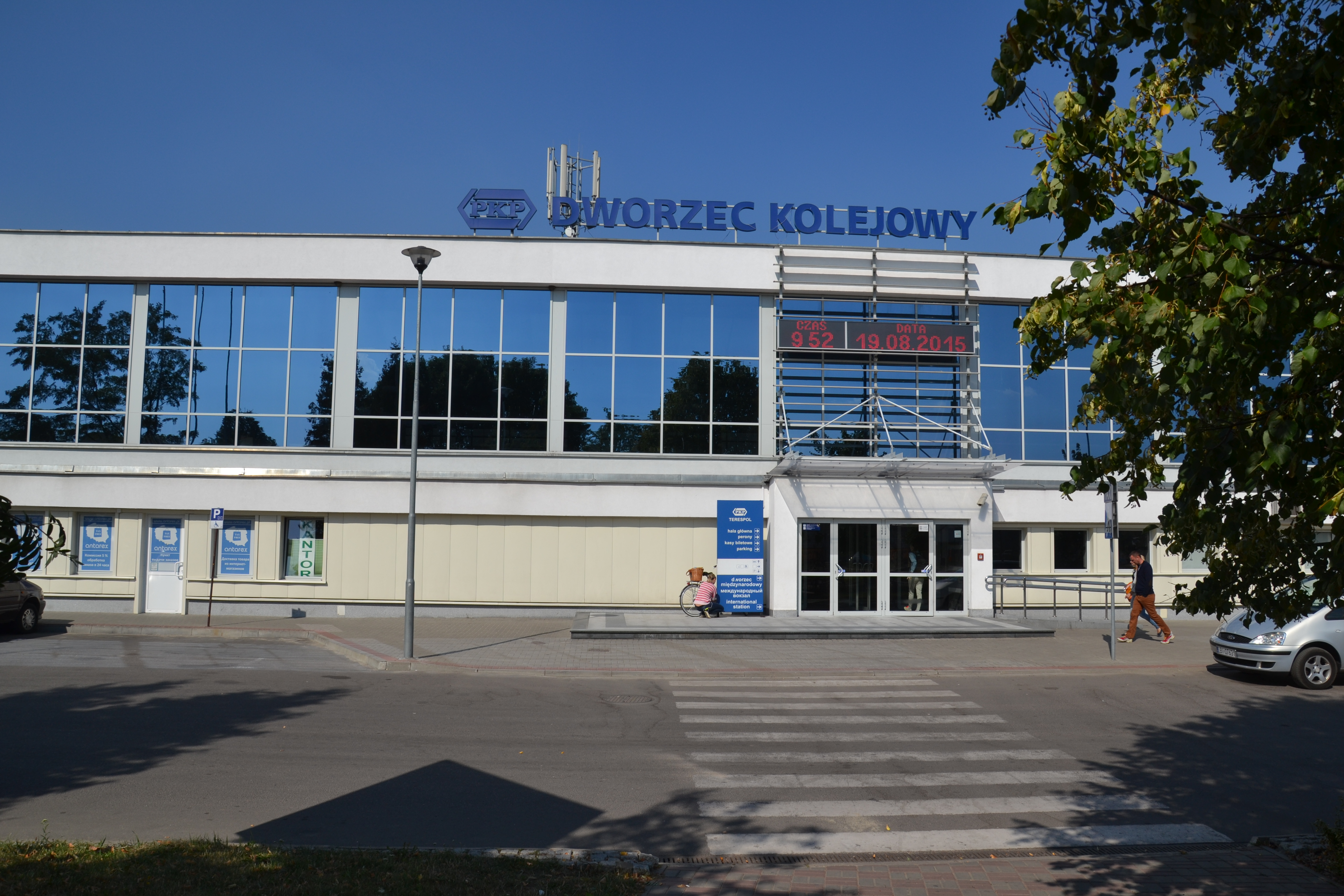
Stazione ferroviaria dal lato della città
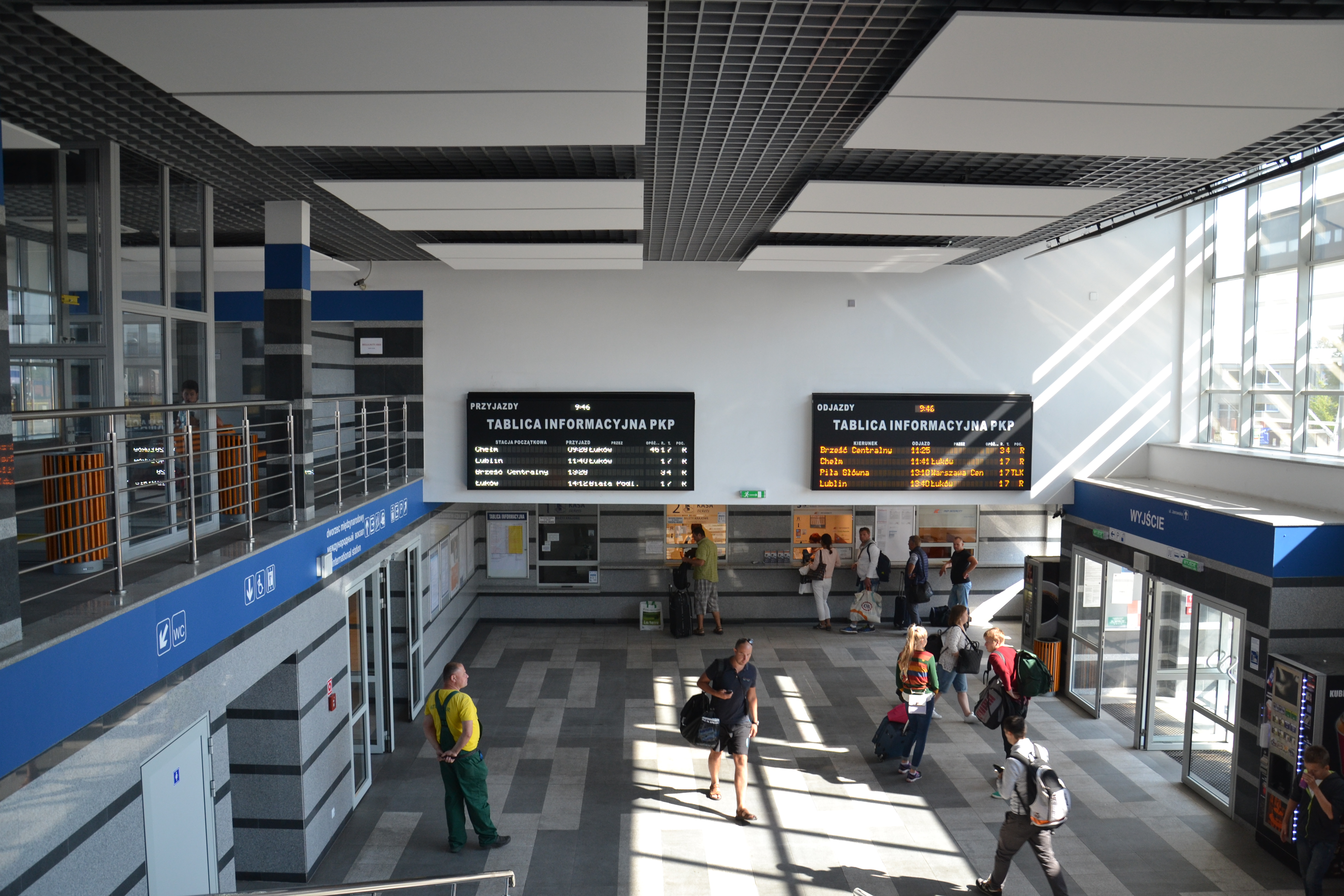
Interno della stazione
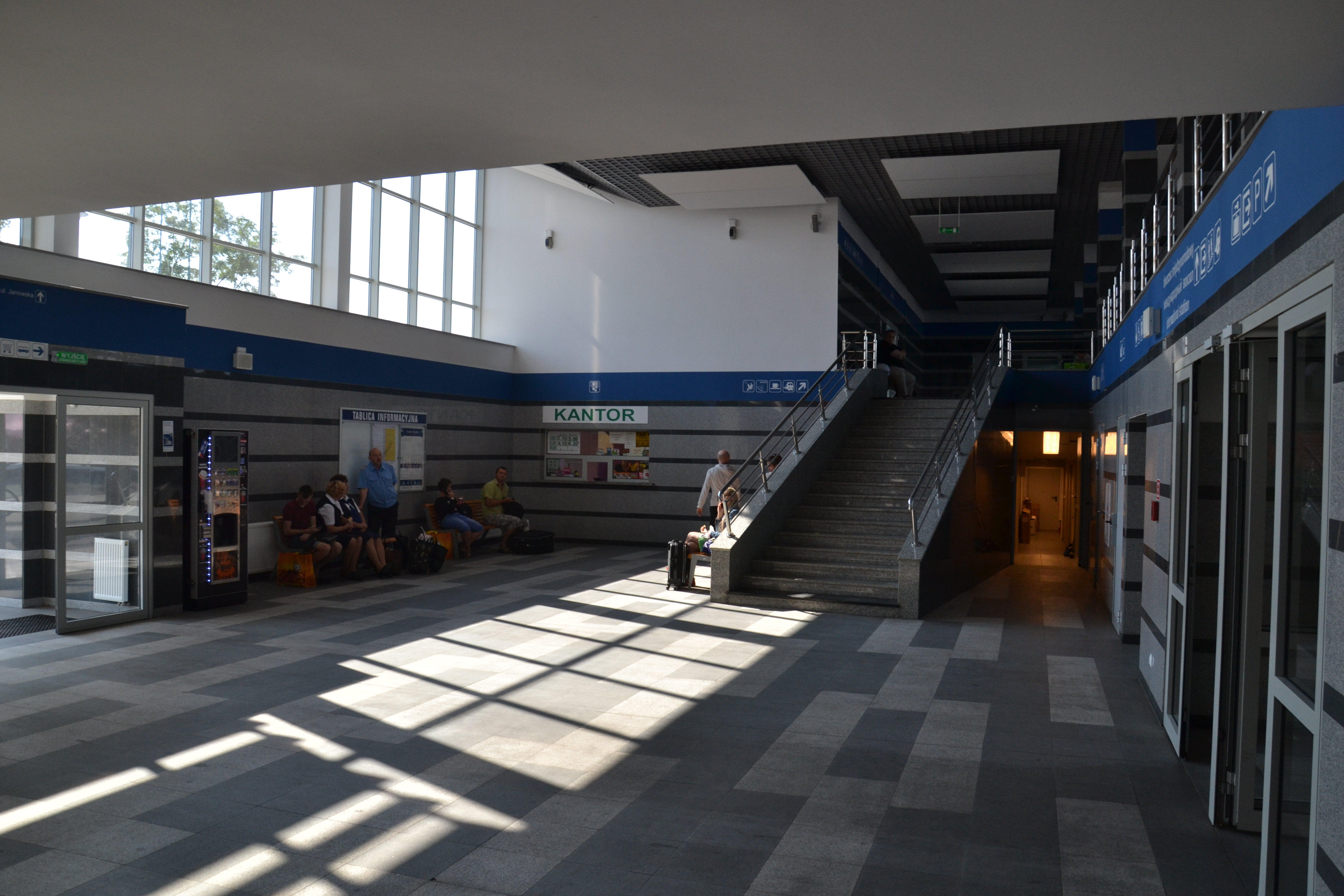
Ingresso al livello superiore
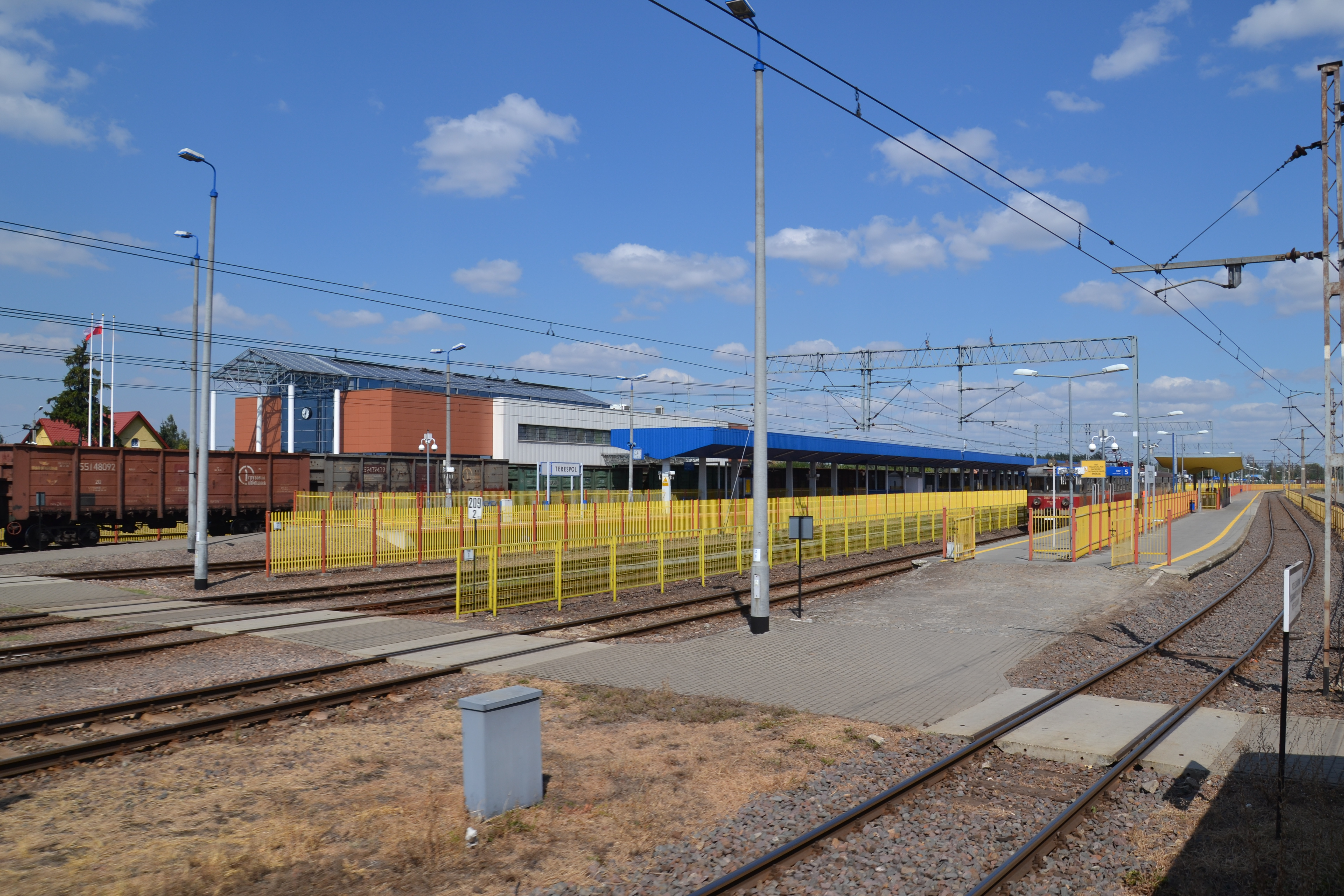
Marciapiedi